# 31. ceremonia wręczenia Europejskich Nagród Filmowych
31. ceremonia wręczenia Europejskich Nagród Filmowych odbyła się 15 grudnia 2018 roku w hiszpańskiej Sewilli. Nominacje do nagród zostały ogłoszone 10 listopada 2018.
Wielkim wygranym tegorocznej edycji został polski film Zimna wojna w reżyserii Pawła Pawlikowskiego. Obraz zdobył łącznie 6 statuetek (z czego jedną, nagrodę publiczności, dopiero w kolejnej edycji). Trzema nagrodami wyróżniono włoskiego Dogmana w reżyserii Matteo Garrone.

## Laureaci i nominowani

### Nagrody przyznawane przez członkówEFA

#### Najlepszy europejski film roku
- Zimna wojna, reż. Paweł Pawlikowski
  -  Dogman, reż. Matteo Garrone
  -  Dziewczyna, reż. Lukas Dhont
  -  Granica, reż. Ali Abbasi
  -  Szczęśliwy Lazzaro, reż. Alice Rohrwacher

#### Najlepszy europejski film komediowy
- Śmierć Stalina, reż. Armando Iannucci
  -  Diamantino, reż. Gabriel Abrantes i Daniel Schmidt
  -  Nasze najlepsze wesele, reż. Olivier Nakache i Éric Toledano

#### Najlepszy europejski reżyser
- Paweł Pawlikowski – Zimna wojna
  -  Ali Abbasi − Granica
  -  Matteo Garrone − Dogman
  -  Samuel Maoz − Fokstrot
  -  Alice Rohrwacher – Szczęśliwy Lazzaro

#### Najlepszy europejski aktor
- Marcello Fonte – Dogman
  -  Jakob Cedergren – Winni
  -  Rupert Everett – Szczęśliwy książę
  -  Sverrir Gudnason – Borg/McEnroe. Między odwagą a szaleństwem
  -  Tomasz Kot – Zimna wojna
  -  Victor Polster – Dziewczyna

#### Najlepsza europejska aktorka
- Joanna Kulig – Zimna wojna
  -  Marie Bäumer – 3 dni w Quiberon
  -  Halldóra Geirharðsdóttir – Kobieta idzie na wojnę
  -  Bárbara Lennie – Petra
  -  Eva Melander − Granica
  -  Alba Rohrwacher – Szczęśliwy Lazzaro

#### Najlepszy europejski scenarzysta
- Paweł Pawlikowski – Zimna wojna
  -  Matteo Garrone, Massimo Gaudioso i Ugo Chiti − Dogman
  -  Ali Abbasi, Isabella Eklöf i John Ajvide Lindqvist − Granica
  -  Alice Rohrwacher – Szczęśliwy Lazzaro
  -  Gustav Möller i Emil Nygaard Albertsen – Winni

### Nagrody techniczne

#### Najlepszy europejski operator
- Martin Otterbeck − Utoya, 22 lipca

#### Najlepszy europejski kompozytor
- Christoph M. Kaiser i Julian Maas – 3 dni w Quiberon

#### Najlepszy europejski montażysta
- Jarosław Kamiński – Zimna wojna

#### Najlepszy europejski scenograf
- Andriej Ponkratow − Lato

#### Najlepszy europejski kostiumograf
- Massimo Cantini Parrini − Dogman

#### Najlepszy europejski dźwiękowiec
- André Bendocchi-Alves i Martin Steyer − Kapitan

#### Najlepszy europejski charakteryzator
- Dalia Colli, Lorenzo Tamburini i Daniela Tartari − Dogman

#### Najlepsze europejskie efekty specjalne
- Peter Hjorth – Granica

### Nagrody dla filmów niefabularnych

#### Najlepszy europejski film animowany
- Jeszcze dzień życia, reż. Raúl de la Fuente i Damian Nenow
  -  Biały Kieł, reż. Alexandre Espigares
  -  Jaskiniowiec, reż. Nick Park
  -  Żywiciel, reż. Nora Twomey

#### Najlepszy europejski film dokumentalny
- Bergman - Rok z życia, reż. Jane Magnusson
  -  A w oddali ujadały psy, reż. Simon Lereng Wilmont
  -  Duchy wojny domowej, reż. Robert Bahar i Almudena Carracedo
  -  Kobieta w niewoli, reż. Bernadett Tuza-Ritter
  -  O ojcach i synach, reż. Talal Derki

#### Najlepszy europejski film krótkometrażowy
- Lata, reż. Sara Fgaier
  -  Absolwenci '97, reż. Pawło Ostrikow
  -  Aquapark, reż. Ana Moreira
  -  Burkina Brandenburg Komplex, reż. Ulu Braun
  -  Ci, którzy pragną, reż. Elena López Riera
  -  Gnu, reż. Nicolas Keppens i Matthias Phlips
  -  Jakie są szkody, reż. Heather Phillipson
  -  Kapitalistis, reż. Pablo Muñoz Gomez
  -  Kontener, reż. Sebastian Lang
  -  Meryem, reż. Reber Dosky
  -  Podpisałem petycję, reż. Mahdi Fleifel
  -  Spuśćcie psy, reż. Manue Fleytoux
  -  Ucieczka, reż. Laetitia Martinoni
  -  Więzień społeczeństwa, reż. Rati Citeladze
  -  Wstyd, reż. Petar Krumow

### Nagrody przyznawane przez krytyków

#### Największe europejskie odkrycie roku
- Dziewczyna, reż. Lukas Dhont
  -  Ci, którzy czują się w porządku, reż. Cyril Schäublin
  -  Groźna matka, reż. Ana Uruszadze
  -  Pewnego dnia, reż. Zsófia Szilágyi
  -  Touch Me Not, reż. Adina Pintilie
  -  Winni, reż. Gustav Möller

### Nagrody przyznawane przez publiczność

#### Nagroda publiczności dla najlepszego europejskiego filmu
- Tamte dni, tamte noce, reż. Luca Guadagnino
  -  Borg/McEnroe. Między odwagą a szaleństwem, reż. Janus Metz Pedersen
  -  Czas mroku, reż. Joe Wright
  -  Dunkierka, reż. Christopher Nolan
  -  Nasze najlepsze wesele, reż. Olivier Nakache i Éric Toledano
  -  Powiernik królowej, reż. Stephen Frears
  -  Śmierć Stalina, reż. Armando Iannucci
  -  Valerian i miasto tysiąca planet, reż. Luc Besson
  -  W ułamku sekundy, reż. Fatih Akın

#### Nagroda młodej widowni dla najlepszego filmu europejskiego dla nastolatków
- Wallay, reż. Berni Goldblat
  -  La fuga, reż. Sandra Vannucchi
  -  Hobbyhorse Revolution, reż. Selma Vilhunen

#### Nagroda studentów szkół wyższych dla najlepszego europejskiego filmu
- Szczęśliwy Lazzaro, reż. Alice Rohrwacher
  -  Fokstrot, reż. Samuel Maoz
  -  Jądra Tarzana, reż. Alexandru Solomon
  -  Styks, reż. Wolfgang Fischer
  -  Utoya, 22 lipca, reż. Erik Poppe

### Nagrody honorowe i specjalne

#### Europejska Nagroda Filmowa za osiągnięcia życia
- Costa-Gavras
- Carmen Maura

#### Europejska Nagroda Filmowa za wkład w światowe kino
- Ralph Fiennes

#### Nagroda Eurimages dla najlepszego europejskiego koproducenta
- Konstantinos Kontowrakis i Giorgos Karnawas